# Acalypha aristata
Acalypha aristata es una especie de planta perteneciente a la familia Euphorbiaceae.

## Descripción
Es una hierba perennifolia, erecta, que alcanza un tamaño de hasta de 50 cm de alto, simple o ramificada: los vástagos vellosos en los nudos. Hojas alargadas, membranosas, ovales, terminadas en punta, bordes festoneados, de 3 - 7 cm de largo. Flores pequeñas, verdes, estigmas rojos, 1 - 3 cm de largo, en espigas delgadas, peludas, compactas y caídas. 

## Distribución
Nativa desde el sur de México a Sudamérica, a una altitud de hasta 1.500 metros.

## Propiedades
En Guatemala se vende como medicina, en ramas con hojas. El cocimiento de la planta se usa como tónico y diurético.  Por vía oral se usa para tratar afecciones gastrointestinales (amebiasis, cólico, diarrea, disentería, estreñimiento, gastritis, inflamación) alergia, cáncer, dolor de cabeza y menstrual, enfermedades venereas, reumatismo, pielonefritis, resfrío y dolores del cáncer.
- Por vía tópica la  decocción se usa en compresas, lavados y emplasto para tratar afecciones a la piel (granos, llagas, pie de atleta, piodermia[14][8][5][7][10][12] y en lavados para vaginitis,[5] picaduras de serpientes y animales ponzoñosos,[15][16] pies cansados,[2][17] heridas y llagas.[18]

- Se le atribuye propiedad antiemética, antiséptica, desinflamante, diurética, y espasmolítica.[11][16]

## Taxonomía
Acalypha aristata fue descrita por   Carl Sigismund Kunth  y publicado en Nova Genera et Species Plantarum (quarto ed.) 2: 93. 1817.
Etimología
Acalypha: nombre genérico que deriva del griego antiguo akalephes = ("ortiga"), en referencia a que sus hojas son semejantes a ortigas.
aristata: epíteto latíno  que significa "con cerdas en los extremos".
Sinonimia
- Acalypha arvensis Poepp.
- Acalypha arvensis var. belangeri Briq.
- Acalypha arvensis var. pavoniana (Müll.Arg.) Müll.Arg.
- Acalypha capitellata Brandegee
- Acalypha hystrix Balb. ex Spreng.
- Acalypha pavoniana Müll.Arg.
- Ricinocarpus aristatus (Kunth) Kuntze
- Ricinocarpus arvensis (Poepp.) Kuntze[22]